# 5 złotych wzór 1928 Nike
5 złotych wzór 1928 Nike – moneta pięciozłotowa, bita w srebrze, wprowadzona do obiegu 24 lipca 1928 r. (Dz.U. z 1928 r. nr 72, poz. 657), wycofana z obiegu 30 września 1934 r. (Dz.U. z 1934 r. nr 52, poz. 482).
W niektórych opracowaniach z początku XXI w. jako data wprowadzenia pięciozłotówki do obiegu podawany był 29 lipca 1929 r, jednak w późniejszych tego samego autora – 24 lipca 1928 r.
Monetę bito z datami rocznymi: 1928 oraz 1930–1932.

## Awers
W centralnym punkcie umieszczono godło – orła w koronie, dwie cyfry „5" po obu stronach orła, poniżej napis „ZŁOTYCH”, a na dole rok emisji.

## Rewers
Na tej stronie monety umieszczono kroczącą boginię zwycięstwa Nike, dookoła obrzeża napis „RZECZPOSPOLITA POLSKA”, przy obrzeżu dookoła całego rysunku rewersu perełki, a w przypadku monet bitych w Warszawie, z lewej strony, u dołu herb Kościesza – znak Mennicy Państwowej. Z prawej strony tuż przy rancie znajdują się inicjały projektanta EW.

## Rant
Na rancie umieszczono wklęsły napis:

SALUS REIPUBLICAE SUPREMA LEX

(dobro Rzeczypospolitej najwyższym prawem).

## Nakład
Monetę bito w srebrze próby 750, na krążku o średnicy 33 mm, masie 18 gramów, według projektu Edwarda Wittiga. Pięciozłotówki bito w mennicach w Brukseli (tylko z datą 1928) oraz w Warszawie. Nakłady poszczególnych roczników wynosiły:
| Rocznik        | Rewers | Mennica  | Znak mennicy   | Nakład (sztuk)            | Zdjęcie |
| -------------- | ------ | -------- | -------------- | ------------------------- | ------- |
| 5 złotych 1928 | Nike   | Bruksela | brak           | 10 000 000                |         |
| 5 złotych 1928 | Nike   | Warszawa | herb Kościesza | 11 853 000 albo 7 500 000 |         |
| 5 złotych 1930 | Nike   | Warszawa | herb Kościesza | 2 569 400 albo 5 900 000  |         |
| 5 złotych 1931 | Nike   | Warszawa | herb Kościesza | 2 177 600 albo 2 200 000  |         |
| 5 złotych 1932 | Nike   | Warszawa | herb Kościesza | 104 000 albo 3 100 000    |         |

W niektórych opracowaniach podawana jest informacja, że rocznik 1928 bez znaku był bity w dwóch mennicach:
- w Brukseli (5 700 000 szt.) oraz
- Royal Mint w Londynie (4 300 000 szt.)

## Opis
Moneta była bita według ustroju monetarnego wprowadzonego rozporządzeniem Prezydenta Rzeczypospolitej Polskiej z dnia 5 listopada 1927 r. (Dz.U. z 1927 r. nr 97, poz. 855) zmieniającego między innymi próbę, masę i średnicę srebrnych monet pięciozłotowych, po niewprowadzonym ostatecznie do obiegu wzorze pięciozłotówki z 1925 r.
Godło na monecie była zgodne ze wzorem Godła Rzeczypospolitej Polskiej wprowadzonym 13 grudnia 1927 r. (Dz.U. z 1927 r. nr 115, poz. 980).
Edward Wittig zaczerpnął projekt kroczącej bogini zwycięstwa Nike ze swojego projektu pomnika Wolności i Zwycięstwa, który miał stanąć w Gdyni.
Moneta była pierwszą pięciozłotówką powszechnego obiegu wprowadzona w II Rzeczypospolitej, jak również pierwszą masową emisją obiegową II Rzeczypospolitej z napisem na rancie. Początkowo napis ten powstawał na maszynie, w której krążek toczony był z dużym naciskiem po płaskiej kliszy z wypukłymi literami. Ze względu jednak na zbyt małą wydajność takiego rozwiązania opracowano nowe – z kliszą w kształcie krążka. Monety z napisem tłoczonym z wykorzystaniem płaskiej kliszy mają na obrzeżu widoczne, charakterystyczne „fale”, w miejscu gdzie na rancie odciśnięto literę w głąb krążka.
Od 30 listopada 1932 r. do dnia wycofania, tj. 30 września 1934 r., moneta krążyła w obiegu razem z o 7 gramów lżejszą pięciozłotówka wzoru 1932, wprowadzoną na podstawie zmiany ustroju monetarnego z 1932 r.
Dla pierwszej emisji monety (tej z datą roczną 1928) krążki mennicze (4 713 375 szt.) dostarczała początkowo mennica Royal Mint w Londynie. Z zagranicznych mennic, z datą na monecie 1928, bez znaku mennicy, monety bito tylko w Brukseli, w latach budżetowych:
- 1928/1929 (5 670 000 szt.) oraz
- 1929/1930 (4 330 000 szt.)

W Warszawie z datą roczną 1928 i znakiem mennicy wybito:
- 1 560 000 sztuk w roku budżetowym 1928/1929 oraz
- 10 293 000 sztuki w roku budżetowym 1929/1930.

Po wycofaniu monety z obiegu przez Bank Polski, z łącznego nakładu wszystkich czterech roczników wynoszącego 26,7 mln sztuk, mennica przetopiła 22,8 mln, w tym praktycznie cały nakład rocznika 1932. Na rynku kolekcjonerskim pozostało również niewiele monet z roczników 1931 i 1930.
Stopień rzadkości poszczególnych roczników pięciozłotówki przedstawiono w tabeli:
| Rocznik        | Typ rewersu | Mennica  | Znak mennicy   | Stopień rzadkości | Szacowana liczba egzemplarzy |
| -------------- | ----------- | -------- | -------------- | ----------------- | ---------------------------- |
| 5 złotych 1928 | Nike        | Bruksela | brak           | R                 | 80 001–400 000               |
| 5 złotych 1928 | Nike        | Warszawa | herb Kościesza | R                 | 80 001–400 000               |
| 5 złotych 1930 | Nike        | Warszawa | herb Kościesza | R3                | 601–3000                     |
| 5 złotych 1931 | Nike        | Warszawa | herb Kościesza | R4                | 121–600                      |
| 5 złotych 1932 | Nike        | Warszawa | herb Kościesza | R5                | 26–120                       |

## Odmiany
W przypadku bicia warszawskiego z 1928 r. istnieją odmiany z przesuniętym znakiem mennicy.
Istnieją również odmiany ułożenia napisu na rancie determinowane wielkością przerwy pomiędzy słowami „LEX” i „SALUS”, która może wynosić:
- 8 mm
- 10 mm
- 13 mm
- 18 mm

Odmiany te występują zarówno na egzemplarzach rocznika 1928 pochodzących z mennicy w Warszawie jak i Brukseli.
Znane są również monety rocznika 1928 z omyłkowym napisem na rancie – „SUPRMA” zamiast „SUPREMA”.

## Wersje próbne
W katalogach podana jest informacja o wybiciu próbnych wersji monety z:
- datą 1927 6 typów z odmiennym rysunkiem awersu, w srebrze, brązie lub miedzi, ze znakiem mennicy lub bez, z wypukłym napisem „PRÓBA” bądź bez, stemplem lustrzanym lub zwykłym,
- datą 1928:
  - 5 typów w srebrze, miedzi, stemplem głębokim lub płytkim, z napisem na rancie lub bez, ze znakiem mennicy lub bez,
  - 8 typów w niklu ze słowem „ESSAI” tzn. próba, z dodatkowymi wklęsłymi napisami „29”, „30” lub bez,
- datą 1930 stemplem lustrzanym, bez napisu „PRÓBA”,
- datą 1931 2 typy z napisem „PRÓBA”,
- datą 1931 stemplem lustrzanym, bez napisu „PRÓBA”,
- datą 1932 stemplem lustrzanym, bez napisu „PRÓBA”.

W 1930 roku wybito również próbną wersję monety Nike, upamiętniającą wizytę ministra Jackowskiego w mennicy w Brukseli z awersem, na którym zamiast orła umieszczono w języku francuskim odpowiedni tekst. Moneta ta została wybita w brązie i srebrze.
Dla wszystkich roczników bitych w Warszawie (1928, 1930, 1931, 1932) istnieją wersje monety bite stemplem lustrzanym.